# Holmesel (Ort)
Holmesel ist ein osttimoresischer Ort im Suco Sibuni (Verwaltungsamt Bobonaro, Gemeinde Bobonaro). Er liegt im Südosten der Aldeia Holmesel, auf einer Meereshöhe von 416 m. Nordwestlich liegt das Dorf Sibuni. Im Osten fließt unterhalb von Holmesel der Fluss Loumea.
Im Dorf befinden sich der eine Kapelle und eine Grundschule.